# لوپتون (آریزونا)
لوپتون (به انگلیسی: Lupton) یک منطقهٔ مسکونی در ایالات متحده آمریکا است که در شهرستان آپاچی، آریزونا واقع شده‌است. لوپتون ۰٫۹۰ کیلومتر مربع مساحت و ۵٬۴۷۶ نفر جمعیت دارد و ۱٬۸۸۶٫۱۳ متر بالاتر از سطح دریا واقع شده‌است.